# یاورو (آماسیه)
یاورو (به ترکی استانبولی: Yavru) یک منطقهٔ مسکونی در ترکیه است که در آماسیه واقع شده‌است.